# Carl Lebrecht Schwabe

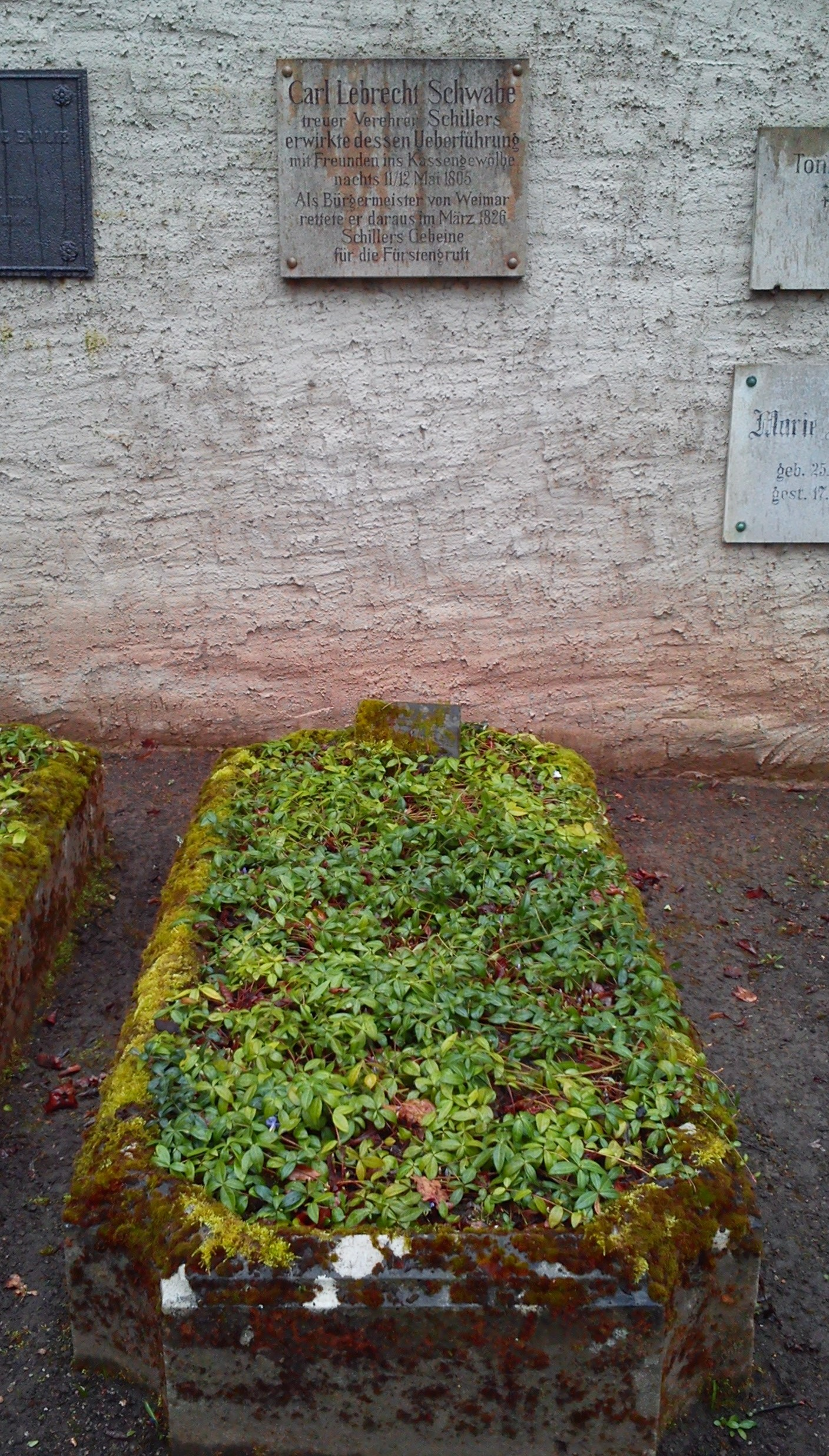
Grab Carl Lebrecht Schwabes auf dem Historischen Friedhof Weimar

Carl Lebrecht Schwabe (* 26. Oktober 1778 in Weimar; † 24. September 1851 ebenda) war 1820–1838 Bürgermeister der Stadt Weimar.

## Leben
Carl Schwabe war ein Sohn des damaligen Bürgermeisters und Stadtrichters und späteren geheimen Regierungsrats Traugott Lebrecht Schwabe (1737–1812) und dessen Frau Sophia Dorothea geb. Weber († September 1780). Nach dem frühen Tod der Mutter wurde er gemeinsam mit seinem Bruder, dem späteren Hofmedikus Friedrich Wilhelm Schwabe (* 20. Januar 1780; † 24. Januar 1842), von der Großmutter Weber betreut. Nach dem Abitur im April 1798 in Weimar studierte er Jura an der Universität Jena. Im April 1803 wurde er Kommissionssekretär bei der Landesregierung in Weimar und 1816 Gerichtssekretär. Von April 1820 bis September 1838 war er Bürgermeister in Weimar. 1820 wurde er zum Hofrat „mit den Prärogativen eines wirklichen Rathes“ befördert.
Schwabe verehelichte sich im Frühjahr 1806 mit Louise Friedericke Christiana Schmidt (* Oktober 1783, † 10. Juli 1859), Tochter des Kaufmanns Johann Christian Schmidt und Schwester des Schauspielers Heinrich Schmidt (1779–1857) und der Henriette von Herder (1775–1837). Ihr Sohn Carl Wilhelm Schwabe (* Februar 1807; † 6. April 1873 in Eisenach) wurde Arzt und war zunächst in Weimar tätig, später in Großrudestedt, in Buttstädt und schließlich in Eisenach.
Der Sohn Julius Schwabe (* 1821; † 1892 in Jena) wurde Amts-Physikus in Blankenhain und betrieb ab 1870 ein privates Kurhaus, später „offene Heilanstalt“, in Blankenburg bei Rudolstadt.

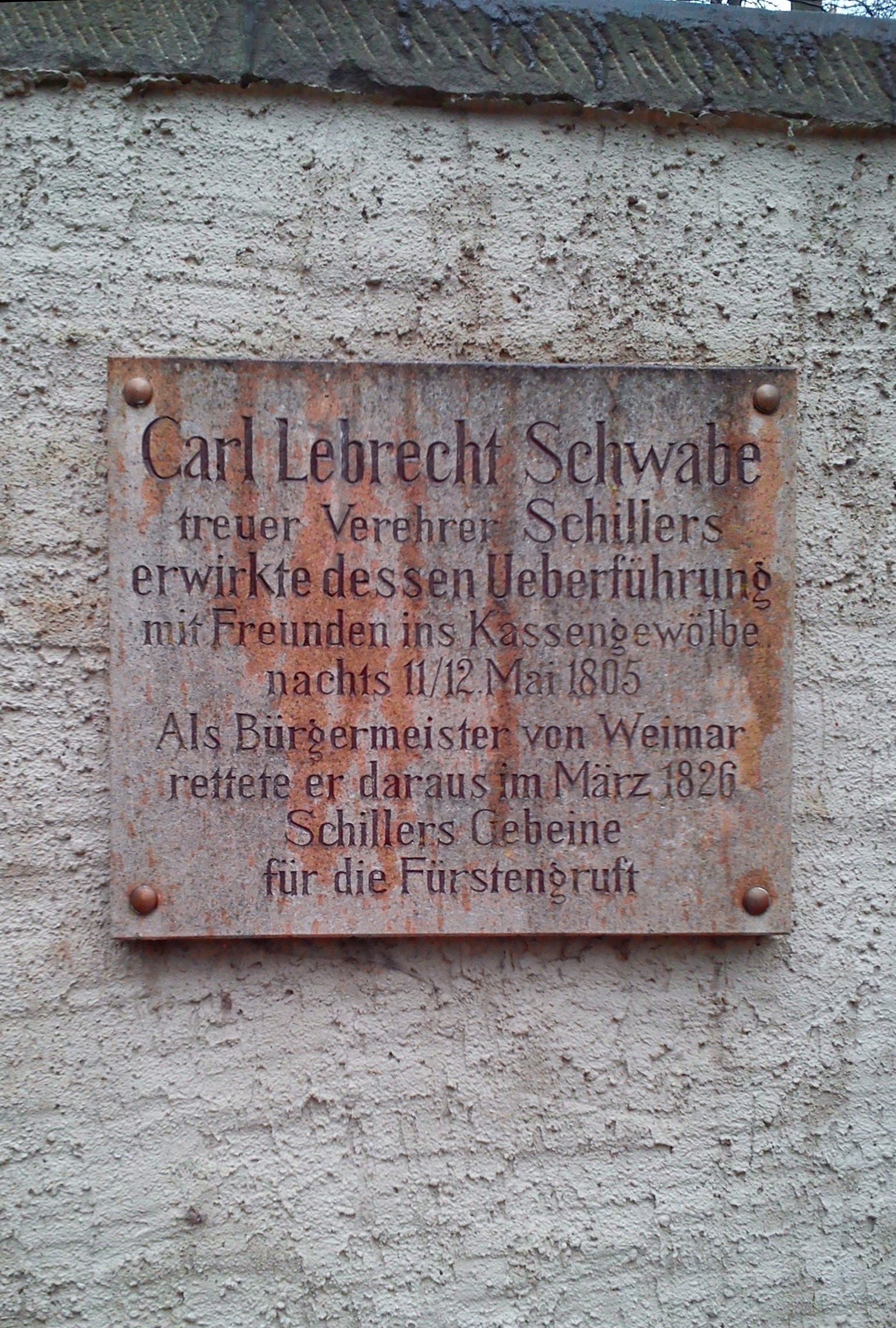
Erinnerungstafel am Grab Carl Lebrecht Schwabes

In der Zeit seiner Verlobung lernte Schwabe Friedrich Schiller kennen, der 1802 das Hinterhaus des Schmidtschen Grundstücks erworben hatte. Bei Schillers Tod 1805 erwirkte Schwabe (auf Anregung seiner Verlobten) die Erlaubnis, dass der Sarg bei der nächtlichen Beisetzung im Kassengewölbe auf dem Jacobsfriedhof von Personen getragen wurde, die ihm nahestanden. 21 Jahre später war er entscheidend an der Bergung von Schillers Schädel aus dem Gewölbe beteiligt. Goethe, von dem Geschehen berührt, verfasste ein unbetiteltes Gedicht, das als „Bei Betrachtung von Schillers Schädel“ zitiert wird. Schwabe wurde im Oktober des Jahres zum Ritter des Großherzoglichen Hausordens erhoben. Im Dezember 1827 wurden Schillers Gebeine in der Fürstengruft beigesetzt.
Auf Schwabes Gedenktafel auf dem Historischen Friedhof sind beide Ereignisse erwähnt:
„Carl Lebrecht Schwabe | treuer Verehrer Schillers | erwirkte dessen Ueberführung | mit Freunden ins Kassengewölbe | nachts 11/12. Mai 1805 | Als Bürgermeister von Weimar | rettete er daraus im März 1826 | Schillers Gebeine | für die Fürstengruft“
Schwabe hat seine Aufzeichnungen über diese Ereignisse nicht selbst veröffentlicht, sondern dies seinem Sohn Julius überlassen. Der Zeugniswert der Publikation ist jedoch beschränkt.
Später kamen Zweifel auf, ob der von Schwabe gefundene Schädel wirklich der von Schiller war. Herbert Ullrich (1932–2019) musste nach vieljährigen Forschungen 2008 zunehmende Probleme anerkennen.